# Romain Macurdy

a Compétitions nationales et continentales officielles uniquement.

b Matchs officiels uniquement.
Dernière mise à jour le 1 mars 2025.
Romain Macurdy, né le 21 septembre 2001 à Bordeaux (Gironde), est un joueur français de rugby à XV jouant au poste de troisième ligne aile au Castres olympique depuis 2023.
Il est le fils du rugbyman Michel Macurdy et de la journaliste Hélène Macurdy.

## Biographie
Romain Macurdy est un pur produit du centre de formation du Montpellier HR. Il fait ses débuts en Top 14 le 15 mai 2021 à Paris lors d'un match contre le Stade français.
En 2023, il rejoint le Castres olympique avec qui il signe un contrat d'une durée de trois ans.

## Palmarès
- Super Challenge de France Excellence 2015 avec l'équipe des minimes (U14) du Montpellier HR[4]